# Robbery
«Robbery» (с англ. — «Ограбление») — песня, записанная американским певцом Juice WRLD. Она была выпущена 13 февраля 2019 года на лейбле Grade A Productions посредством эксклюзивного лицензирования Interscope Records в качестве ведущего сингла второго студийного альбома Death Race for Love.

## История
Эмоциональная разносторонняя песня, «Robbery» была описана Complex как «женщина, крадущая сердце Juice», и как Juice мстит ей, потребляя ликер.
Сингл был спродюсирован Ником Мира, который также спродюсировал мультиплатиновый сертифицированный сингл Juice «Lucid Dreams». Rolling Stone описали песню как «темную и мелодраматическую», назвав её «неуклюжей метафорой о женщине, требующей любви» от Juice.
Лирически, первый стих обсуждает сравнение отца Juice, советующего ему не раскрывать свою неуверенность женщинам и позицию его сердца об обратном.
XXL отметили песню как «сердечный трек о любви, которая оставила Juice сломанным и смущенным», в то время как Highsnobiety определили его как «меланхоличный плач о прошлой любви».

## Музыкальное видео
Официальное музыкальное видео для песни было опубликовано в День Святого Валентина на YouTube-канале Lyrical Lemonade, принадлежащий Коулу Беннетту, который продюсировал несколько других музыкальных видео Juice.
Беннетт был известен тем, что «приносил свой затуманенный после эффектов глаз» на видео «Robbery» и «предоставлял ему ту же самую выпученную визуальную энергию „Lucid Dreams“» Художественно видео было описано как имеющее «всплески пламени» во многих сценах, не имея неоновых и деформирующих эффектов подписи Беннетта.
HipHopDX описал сюжет как эмо-напев Juice, будучи «окруженным фоном огня».
По сюжету, Juice показан пьющим бутылку Hennessy во время прогулки по свадьбе своей бывшей девушки с другим человеком, чтобы «заглушить боль» и «справиться с агонией». Вскоре после этого, уезжая, он бросает свою горящую сигарету на цветок, который держит гость, в конечном счете вызывая разрушение места встречи. Далее он вызывает такси и уезжает домой.

## Творческая группа
По данным Tidal:
- Джаред Хиггинс — вокал, композиция
- Ник Мира — продюсер, композиция
- Брэндон Дикинсон мл. — сведение, студия

## Чарты
| Чарт (2019–2020)                           | Высшая позиция |
| ------------------------------------------ | -------------- |
| Австралия (ARIA)                           | 41             |
| Австрия (Ö3 Austria Top 40)                | 67             |
| Бельгия/Фландрия (Ultratip Bubbling Under) | 18             |
| Канада (Billboard Canadian Hot 100)        | 22             |
| Чехия (Singles Digitál Top 100)            | 64             |
| Дания (Tracklisten)                        | 37             |
| Ирландия (IRMA)                            | 22             |
| Латвия (LAIPA)                             | 15             |
| Литва (AGATA)                              | 29             |
| Нидерланды (Single Top 100)                | 81             |
| Новая Зеландия (Recorded Music NZ)         | 33             |
| Норвегия (VG-lista)                        | 24             |
| Португалия (AFP)                           | 80             |
| Словакия (Singles Digitál Top 100)         | 45             |
| Швеция (Sverigetopplistan)                 | 56             |
| Швейцария (Schweizer Hitparade)            | 92             |
| Великобритания (OCC UK Singles)            | 39             |
| США (Billboard Hot 100)                    | 27             |
| США (Billboard Hot R&B/Hip-Hop Songs)      | 13             |
| США (Billboard Hot Rap Songs)              | 12             |
| США Rolling Stone Top 100                  | 29             |

| Чарт (2019)                           | Позиция |
| ------------------------------------- | ------- |
| Канада (Canadian Hot 100)             | 86      |
| Португалия (AFP)                      | 390     |
| США Billboard Hot 100                 | 100     |
| США Hot R&B/Hip-Hop Songs (Billboard) | 43      |
| США Rolling Stone Top 100             | 49      |

## Сертификации
| Регион | Сертификация  | Продажи   |
| --- | ------------- | --------- |
| Австралия (ARIA) | Платиновый    | 70 000    |
| Канада (Music Canada) | Золотой       | 40 000    |
| Великобритания (BPI) | Золотой       | 400 000   |
| США (RIAA) | 2× Платиновый | 2 000 000 |
| * Данные о продажах приведены только на основе сертификации. · ^ Данные о тиражах приведены только на основе сертификации. · Данные о продажах + прослушиваниях приведены только на основе сертификации. |               |           |